# Остеомаляция
Остеомаляци́я (лат. osteomalacia от др.-греч. ὀστέον — кость + μαλακία — мягкость, размягчение костей) — системное заболевание скелета, характеризующееся нарушением минерализации или дефектной минерализацией вновь образованного костного матрикса у взрослых (для полноценной минерализации кости необходимы кальций, фосфат и щелочная фосфатаза (ЩФ)). Наиболее часто остеомаляция развивается вследствие выраженного дефицита витамина D (<10 нг/мл) любой этиологии, а также нарушений его метаболизма (обмена), что приводит к снижению абсорбции кальция и фосфатов в кишечнике и сопровождается постоянной или транзиторной гипокальциемией, реже — на фоне патологии почек, мезенхимальных опухолей, секретирующих фактор роста фибробластов, наследственных метаболических заболеваний скелета, гипофосфатазии, мутации в гене ALPL, кодирующем неспецифический тканевой изофермент ЩФ. В отличие от остеопороза, при остеомаляции на первый план выступает избыточное накопление неминерализованного остеоида, что способствует развитию вторичных деформаций и переломов костей.

## Симптомы
Клинические симптомы остеомаляции на начальной стадии заболевания:
- снижение минеральной плотности кости (МПК),
- генерализованные диффузные боли в костях,
- мышечная гипотония (слабость),
- деформации костей скелета,
- повышение уровня щелочной фосфатазы (ЩФ) в крови.

При остеомаляции, развивающейся во время беременности (встречается редко), наблюдается размягчение костей таза с возможной значительной их деформацией, пояснично-крестцового отдела позвоночника, верхних отделов бедренных костей. При рентгенологическом исследовании выявляют остеопороз.

## Лечение
Основной задачей при лечении остеомаляции любой этиологии является устранение дефицита витамина D, гипокальциемии, гипофосфатемии, предотвращение прогрессирования деформаций костей и мышечной гипотонии.
Лечение, как правило, является консервативным. Оно включает в себя назначение витамина D (холекальциферол — витамин D3), препаратов кальция, фосфора, общеукрепляющую терапию, ультрафиолетовое облучение (УФО), лечебную гимнастику и массаж.
При формировании выраженных деформаций конечностей проводится оперативное лечение в сочетании с комплексом мероприятий, направленных на нормализацию минерального обмена. Деформация костей таза при беременности является показанием к кесареву сечению. При прогрессировании остеомаляции в период лактации переходят на искусственное вскармливание.
Прогноз для жизни при своевременном лечении благоприятный. Необходимо динамическое наблюдение участкового врача-терапевта и своевременное направление на консультацию к эндокринологу, гинекологу или ортопеду.

## Гипофосфатазия
Остеомаляция также может быть симптомом гипофосфатазии — наследственного метаболического заболевания, характеризующегося низким уровнем щелочной фосфатазы и костной дисплазией, связанной с нарушением минерализации костей.
Причина — мутации в гене ткань-неспецифической щелочной фосфатазы (ЩФ) (tissue nonspecific alkaline phosphatase, TNSALP).
Лечение — патогенетическое (препарат асфотаза альфа, ферментная заместительная терапия). Лечение бифосфонатами в данном случае противопоказано